# فارس متجول

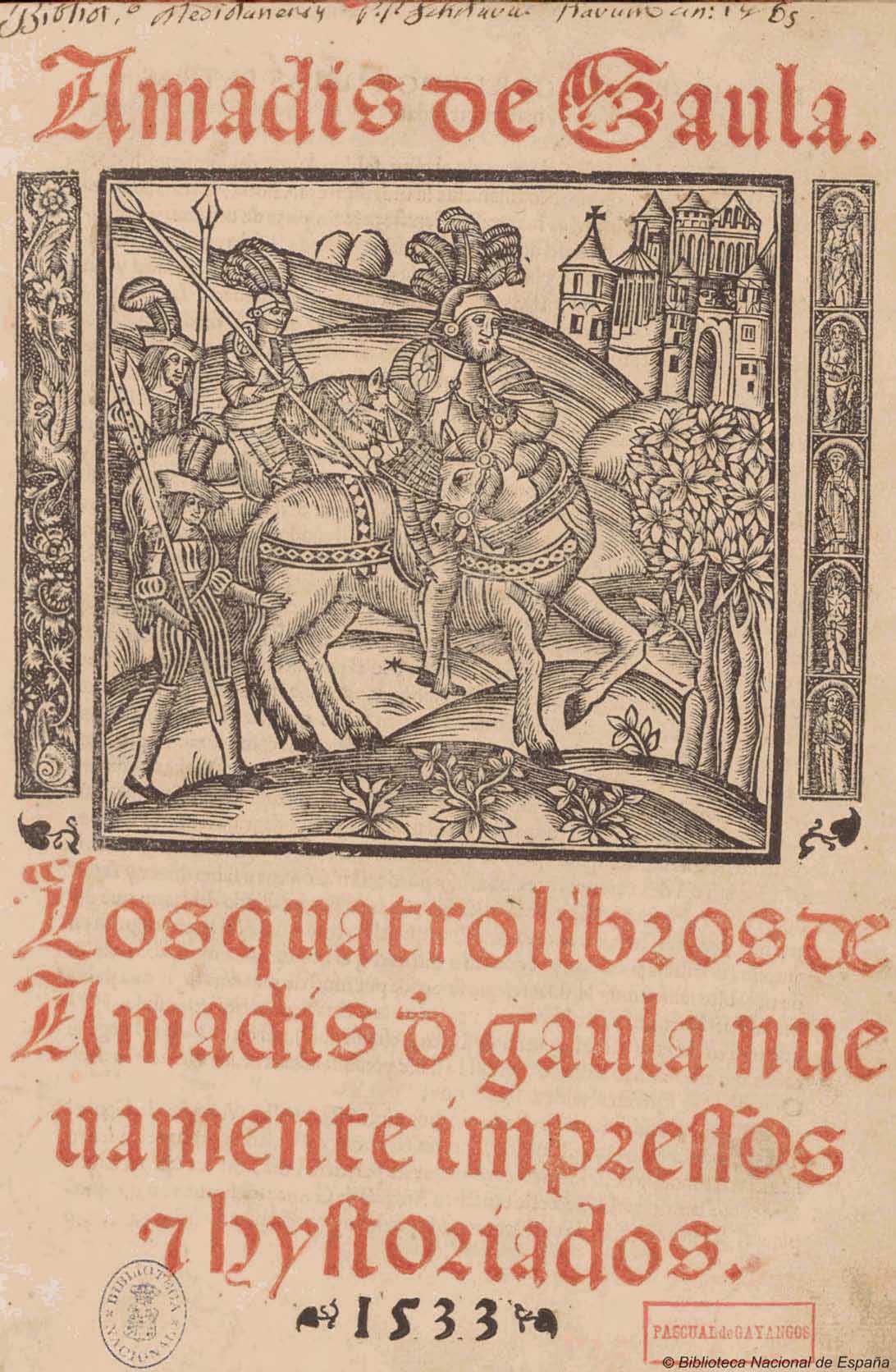
صفحة عنوان رواية أماديس دي جاولا الرومانسية عام 1533

الفارس المتجول أو الفارس الضال هو شخصية من الأدب الرومانسي الفروسي في العصور الوسطى. تشير صفة المتجول إلى كيفية تجوال الفارس في الأرض بحثًا عن مغامرات لإثبات فضائله الشهمة، سواء في مبارزات الفرسان أو في سعي آخر للحب النبيل.

## الوصف
الفارس الضال هو شخصية انفصلت عن العالم الذي نشأت فيه، من أجل الانطلاق بمفرده لتصحيح الأخطاء أو لاختبار وتأكيد مُثُل الفروسية الخاصة به. إنه مدفوع بالمثالية والأهداف التي غالبًا ما تكون وهمية. في أوروبا في العصور الوسطى، كان الفارس المتجول موجودًا في الأدب، على الرغم من أن الأعمال الخيالية من هذا الوقت غالبًا ما كانت تُقدم على أنها غير خيالية.
كان قالب الفارس المتجول هو أبطال المائدة المستديرة لدورة آرثر مثل غواين ولانسلوت وبيرسيفال. إن المسعى الذي تجول هؤلاء الفرسان في الأراضي لتحقيقه هو السعي للحصول على الكأس المقدسة، كما هو الحال في بيرسيفال، قصة الكأس التي كتبها كريتيان دي تروا في ثمانينيات القرن الحادي عشر.
كانت شخصية الفارس المتجول موجودة في الأدب الرومانسي كما تطورت في أواخر القرن الثاني عشر. ومع ذلك، فإن مصطلح "الفارس الضال" سيأتي لاحقًا؛ أول استخدام موجود لها حدث في قصيدة القرن الرابع عشر السير غواين والفارس الأخضر. ظلت حكايات الفرسان المتجولين شائعة لدى جماهير البلاط طوال أواخر العصور الوسطى. كانت القصص مكتوبة باللغة الفرنسية الوسطى، والإنجليزية الوسطى، والألمانية الوسطى.
في القرن السادس عشر، أصبح هذا النوع شائعًا للغاية في شبه الجزيرة الأيبيرية؛ كانت أماديس دي جاولا واحدة من أنجح حكايات الفرسان المتجولين في هذه الفترة. في دون كيخوتي (1605)، سخر ميغيل دي ثيربانتس من الرومانسيات وشعبيتها. ثم تراجعت حكايات الفارس المتجول لمدة قرنين من الزمان، حتى عادت إلى الظهور في شكل رواية تاريخية في الرومانسية.

## الرومانسية

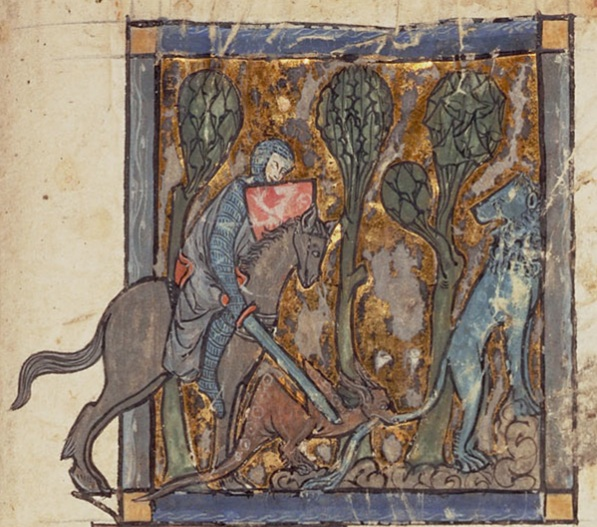
"إيفان ينقذ الأسد"، من مخطوطة مزخرفة برقم 125 في مخطوطات غاريت للمؤلف شكريتيان دي تروا، "إيفان، الفارس مع الأسد"، يعود تاريخها إلى حوالي عام 1295.

عادة ما يقوم الفارس المتجول بجميع أعماله باسم سيدة، ويستحضر اسمها قبل القيام بأي مآثر. في الأشكال الأكثر تساميًا من الفارس المتجول، كانت المثالية الأخلاقية النقية بدلاً من الإلهام الرومانسي هي التي حفزت الفارس المتجول (كما في حالة السير جالاهاد). قد يكون مثل هذا الفارس خارج هيكل الإقطاع، ويتجول فقط لأداء مآثر نبيلة (وربما للعثور على سيد يقدم خدمته له)، ولكنه قد يكون أيضًا في خدمة ملك أو سيد، ويسافر إما سعيًا وراء واجب محدد كلفه به سيده، أو إخماد الأشرار بشكل عام. في ملكة الجن، يتم إرسال القديس جورج لإنقاذ مملكة والدي أونا من تنين، وليس لدى جويون مثل هذا المسعى، لكن كلا الفرسان يواجهان مخاطر ومغامرات.
في الرومانسيات، غالبًا ما تضمنت مغامرات الفرسان أعداءً أكبر من الفرسان الآخرين، بما في ذلك العمالقة أو السحرة أو التنانين. وقد يحصلون أيضًا على مساعدة غير عادية. ساعد السير يوين أسدًا في مواجهة الثعبان، ثم رافقه بعد ذلك، ليصبح فارس الأسد. وقد تلقى الفرسان المتجولون الآخرون المساعدة من قبل رجال الغابة المتوحشين، كما في فالنتين وأورسون، أو مثل غيوم دي باليرمي، من قبل الذئاب التي كانت في الواقع أمراء مسحورين.

## في الأدب الحديث
يُقال إن البطل الرئيسي في رواية كل الخيول الجميلة لكورماك مكارثي، جون جرادي كول، مستوحى بشكل خاص من الفارس سير غاوين، الذي ظهر في قصة سير غاوين والفارس الأخضر. تشترك الشخصيتين في العديد من الجوانب والصفات؛ حيث ينطلقون من أساطير ماضٍ لا يعود، ويعيشون وفقًا لقوانين السلوك من عصور سابقة.
دون كيخوتي هي محاكاة ساخرة لهذا النوع من الأدب تعود إلى أوائل القرن السابع عشر، كرد فعل على الشعبية الكبيرة التي حظيت بها روايات العصور الوسطى الرومانسية المتأخرة مثل أماديس دي جاولا في شبه الجزيرة الأيبيرية في القرن السادس عشر.
في مسرحية جان جيرودو أوندين، التي لعبت دور البطولة فيها أودري هيبورن في برودواي عام 1954، يظهر فارس متجول، أثناء عاصفة، في منزل متواضع لصياد وزوجته.
تم العثور على تصوير للفارس التائه في الرواية التاريخية الحديثة في السير نايجل بقلم آرثر كونان دويل (1906).
أصبحت شخصية الفارس الضال مجازًا لـ "الفارس ذو الدرع اللامع" في تصوير العصور الوسطى في الثقافة الشعبية، وأصبح المصطلح يستخدم أيضًا خارج دراما العصور الوسطى، كما في عودة فارس الظلام كلقب لباتمان.
في سلسلة الخيال الملحمي أغنية الجليد والنار، هناك فئة من الفرسان يشار إليها باسم فرسان التحوط. فارس التحوط هو فارس متجول بدون سيد، والعديد منهم فقراء للغاية. يسافر فرسان التحوط بطول وعرض قارة ويستروس الخيالية بحثًا عن عمل مربح، ويأتي اسمهم من ميلهم للنوم في الهواء الطلق أو في الغابات عندما لا يستطيعون تحمل تكاليف السكن. تم تصوير حياة فارس التحوط في حكايا دنك وإيج.

## أبطال كييفان روس
تتميز بيلينا السلافية الشرقية بوجود الأبطال، والفرسان المتجولين الذين خدموا كحماة لوطنهم، وأحيانًا كمغامرين. ويفترض أن بعضهم شخصيات تاريخية، في حين أن البعض الآخر خيالي وربما ينحدر من الأساطير السلافية. تدور معظم الحكايات عن الأبطال حول بلاط فلاديمير الأول ملك كييف. يقال إن ثلاثة أبطال مشهورين — إيليا موروميتس ودوبرينيا نيكيتيش وأليشا بوبوفيتش (الذي رسمه فيكتور فاسنيتسوف الشهير) — قد خدموه.

## في ثقافات شرق آسيا
يوكسيا، وهم فرسان صينيون متجولون، سافروا بمفردهم لحماية عامة الناس من الأنظمة القمعية. وعلى عكس نظرائهم الأوروبيين، لم يأتوا من أي طبقة اجتماعية معينة وكانوا من الجنود إلى الشعراء. حتى أن هناك تقليدًا أدبيًا شائعًا نشأ خلال عهد أسرة تانغ والذي تمحور حول العبيد الذين استخدموا قدرات بدنية خارقة للطبيعة لإنقاذ الفتيات المختطفات في محنتهن والسباحة إلى قاع الأنهار الهائجة لاستعادة الكنوز لأسيادهم الإقطاعيين.
في اليابان، يشير تعبير موشا شوجيو إلى الساموراي الذي يريد اختبار قدراته في ظروف الحياة الحقيقية، ويسافر عبر الأرض وينخرط في مبارزات على طول الطريق.